# وليام بلومبرج
ويليام بلومبرج هو لاعب كرة مضرب أمريكي، من مواليد 26 جانفي 1998 في نيويورك .
لقد فاز بثلاثة ألقاب مزدوجة على الحلبة الرئيسية.

## حياة مهنية
كان لاعبًا من الشباب الواعد، حيث تمكن من الوصول إلى نهائي بطولة رولان جاروس في الزوجي وربع نهائي بطولة ويمبلدون للناشئين في عام 2015. وصل إلى المركز الرابع على مستوى العالم بداية من عام 2016 ثم التحق بجامعة نورث كارولينا حيث توصل الى عديد الالقاب والجوائز .
اما في عام 2021، تلقى دعوة للعب في بطولة نيوبورت مع جاك سوك . وكانت المفاجأة بفوزهم وحصولهم على اللقب في مواجهة ضد الثنائي أوستن كرايتشيك - فاسيك بوسبيسيل . فاز مرة أخرى في العام التالي مع ستيف جونسون .